# Bisfenol AF
Bisfenol AF ou 2,2-Bis(4-hidroxifenil)hexafluoropropano (abreviado BPAF, do inglês bisphenol AF)  é um composto orgânico fluorado relacionado ao bisfenol A no qual os dois grupos metila são substituídos por grupos trifluorometila.
Considerando que o BPA se liga a receptor relacionado com estrógeno gama humano (ERR-γ), o BPAF ignora os ERR-γ. Em vez disso, o BPAF ativa o receptor relacionado com estrógeno alfa (ERR-α), ligando-se e desativando o ERR-β.